# Véronique Trillet-Lenoir
Véronique Trillet-Lenoir (n. 12 iunie 1957, Lyon, Rhône⁠(d), Franța – d. 9 august 2023, Rillieux-la-Pape, Auvergne-Rhône-Alpes, Franța) a fost o oncoloagă franceză și politiciană din La République En Marche! (LREM) care a fost aleasă ca membră al Parlamentului European în 2019. De la intrarea în Parlament, Trillet-Lenoir a fost membră al Comisiei pentru mediu, sănătate publică și siguranță alimentară.

## Tinerețe și educație
Trillet-Lenoir s-a născut în arondismentul 6 din Lyon, Franța. A studiat la Facultatea de Medicină a Universității Claude Bernard Lyon 1. Și-a terminat studiile medicale în 1980, a obținut un doctorat de stat în medicină în 1985 și un doctorat în biologie umană în 1991.

## Carieră
După ce și-a obținut doctoratul în medicină și a urmat stagiul medical, ea a lucrat cu oameni de știință clinicieni de la Universitatea din Texas MD Anderson Cancer Center din Houston, Texas. În acest timp, ea a luat parte la dezvoltarea de teste predictive pentru a stabili sensibilitatea cancerelor la chimioterapie.
În 1993, Trillet-Lenoir a fost numită profesor la Universitatea Lyon-I și medic în spital la Centrul Spitalului Universitar din Lyon. În 2003 a creat departamentul de oncologie.
Începând din 2013, Trillet-Lenoir a ocupat funcția de președinte al consiliului de administrație al Cancéropôle Lyon Auvergne-Rhône-Alpes (CLARA), un cluster de cercetare dedicat cancerului. De asemenea, a fost membră al consiliului de administrație al Institutului Național al Cancerului.
Trillet-Lenoir a devenit profesoară asociată la Facultatea de Medicină a Universității Shanghai Jiao Tong din Shanghai în 2018. Ea vizita universitatea din 2011, contribuind la înființarea primului program de master în oncologie.

### Cariera politică
Trillet-Lenoir a devenit membră al Parlamentului European la alegerile din 2019. Ea a făcut parte din Comisia pentru mediu, sănătate publică și siguranță alimentară. Ea s-a alăturat ulterior Comitetului special pentru combaterea cancerului (2020) și Comitetului special pentru pandemia COVID-19 (2022). Ea a fost, de asemenea, raportor al grupului său parlamentar privind măsurile împotriva cancerului și Autoritatea de pregătire și răspuns în situații de urgență în sănătate (HERA).
În plus față de sarcinile ei de comisie, Trillet-Lenoir a coprezidat grupul deputaților europeni împotriva cancerului. De asemenea, a fost membră a Intergrupului Anticorupție al Parlamentului European.

## Moarte
Trillet-Lenoir a murit la 9 august 2023, la vârsta de 66 de ani.

## Recunoaștere
- 2008 – Legiunea de Onoare[22]
- 2016 – Ordinul Național de Merit[23]